# Lyonski progoni

Lyonski progoni odnose se na progone kršćana 177. u Lugdunumu u Rimskoj Galiji (današnjem Lyonu), za vladavine Marka Aurelija. Bilježe ih Euzebije Cezarejski u svojoj Povijesti Crkve i Grgur Tourski u svojem djelu O slavi mučenika (De Gloria martyrum), što predstavlja najstariji spomen kršćanstva na francuskom tlu.  Među poznatijim mučenicima navode se vjerojatni osnivač prve kršćanske zajednice u Lugdunumu i njegov prvi biskup, sv. Potin iz Male Azije, koji je zatočen preminuo u zatvoru, ropkinja sv. Blandina, koja je prema Euzebijevim zapisima bila zavezana za mrežu i postavljena ispred razjarena bika, Epipodije i Aleksandar, Matur, bečki đakon Sancto i dr. Navodi se kako je u progonima stradalo 48 kršćana, polovina od kojih su bili Grci, a polovina Galoromani.